# Thunderbirds de Springfield
Les Thunderbirds de Springfield sont une franchise professionnelle de hockey sur glace de la Ligue américaine de hockey créée en 2016.

## Histoire
La franchise est créée après le déménagement des Pirates de Portland dans le Massachusetts en 2016.

## Bilan
| Saison    | PJ                                                               | V                                                                | D                                                                | DP                                                               | DTB                                                              | BP                                                               | BC                                                               | Pts                                                              | Classement                                                       | Séries éliminatoires                                                                                      |
| --------- | ---------------------------------------------------------------- | ---------------------------------------------------------------- | ---------------------------------------------------------------- | ---------------------------------------------------------------- | ---------------------------------------------------------------- | ---------------------------------------------------------------- | ---------------------------------------------------------------- | ---------------------------------------------------------------- | ---------------------------------------------------------------- | --- |
| 2016-2017 | 76                                                               | 32                                                               | 33                                                               | 9                                                                | 2                                                                | 197                                                              | 206                                                              | 75                                                               | 6e Atlantique                                                    | Non qualifiés                                                                                             |
| 2017-2018 | 76                                                               | 32                                                               | 37                                                               | 5                                                                | 2                                                                | 210                                                              | 233                                                              | 71                                                               | 7e Atlantique                                                    | Non qualifiés                                                                                             |
| 2018-2019 | 76                                                               | 33                                                               | 29                                                               | 9                                                                | 5                                                                | 250                                                              | 241                                                              | 80                                                               | 7e Atlantique                                                    | Non qualifiés                                                                                             |
| 2019-2020 | 61                                                               | 31                                                               | 27                                                               | 3                                                                | 0                                                                | 190                                                              | 186                                                              | 65                                                               | 5e Atlantique                                                    | Séries annulées à cause de la pandémie de Covid-19                                                        |
| 2020-2021 | L'équipe ne prend pas part à la saison en raison de la pandémie. | L'équipe ne prend pas part à la saison en raison de la pandémie. | L'équipe ne prend pas part à la saison en raison de la pandémie. | L'équipe ne prend pas part à la saison en raison de la pandémie. | L'équipe ne prend pas part à la saison en raison de la pandémie. | L'équipe ne prend pas part à la saison en raison de la pandémie. | L'équipe ne prend pas part à la saison en raison de la pandémie. | L'équipe ne prend pas part à la saison en raison de la pandémie. | L'équipe ne prend pas part à la saison en raison de la pandémie. | L'équipe ne prend pas part à la saison en raison de la pandémie.                                          |
| 2021-2022 | 76                                                               | 43                                                               | 24                                                               | 6                                                                | 3                                                                | 233                                                              | 221                                                              | 95                                                               | 2e Atlantique                                                    | 3-0 Penguins de Wilkes-Barre/Scranton 3-0 Checkers de Charlotte 4-3 Rocket de Laval 1-4 Wolves de Chicago |
| 2022-2023 | 72                                                               | 38                                                               | 26                                                               | 9                                                                | 8                                                                | 230                                                              | 211                                                              | 84                                                               | 4e Atlantique                                                    | 0-2 Wolf Pack de Hartford                                                                                 |
| 2023-2024 | 72                                                               | 30                                                               | 37                                                               | 9                                                                | 5                                                                | 226                                                              | 244                                                              | 65                                                               | 7e Atlantique                                                    | Non qualifiés                                                                                             |